# Casa Museu Benlliure

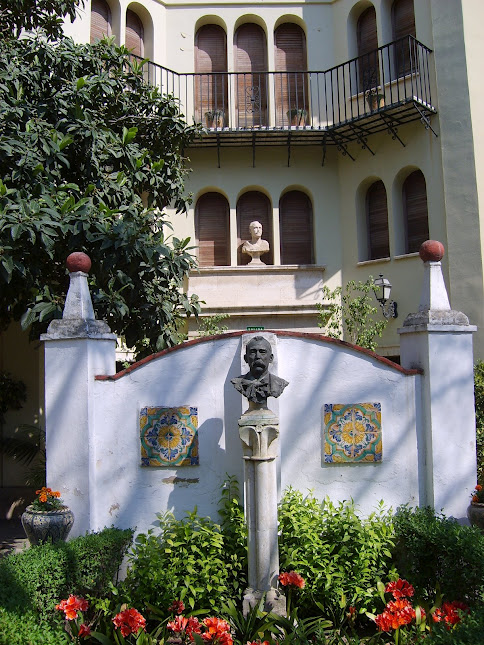
Jardí posterior de la casa museu, presidit pel bust obra de Marià Benlliure, per al qual prengué de model son pare, Joan Antoni Benlliure i Tomás.

La Casa Museu Benlliure és un conjunt d'interés cultural situat en el número 23 del carrer Blanqueries, en el barri del Carme de la ciutat de València. L'immoble principal, edificat el 1880, fou domicili familiar de Josep Benlliure Gil, que el comprà el 1912 en tornar de Roma, el reformà i el moblà amb forniments duts d'Itàlia, i al seu torn ordenà la construcció d'un pavelló per a estudi propi i del seu fill Peppino en el solar de darrere. La finca i les seues col·leccions foren donades el 1957 per Maria Benlliure Ortiz a l'Ajuntament de València. El conjunt, inaugurat el 1982 com a museu, inclou un jardí romàntic, i s'hi conserva el pavelló de pintura esmentat.

## Descripció
Les tres plantes de l'edifici principal, dissenyat per Vicente Miguel Viñuelas, estan distribuïdes com a museu de la següent manera: La planta baixa recrea distintes estances domèstiques, decorades amb obres dels diferents membres de la família, i també d'artistes contemporanis d'ells, com ara els pintors també valencians Joaquim Sorolla i Muñoz Degrain, i d'altres artistes com Santiago Rusiñol. En l'entresol es conserva una col·lecció d'obres de Josep Benlliure, mentre que en la primera planta s'exposen obres del seu fill Josep Benlliure Ortiz, més conegut com Peppino, i del seu germà, l'escultor Marià Benlliure. La segona planta resta reservada com a sala d'exposicions temporals.
En la part posterior de la casa senyorial es conserva un jardí mediterrani d'estètica romàntica, amb plafons de «manisetes», escultures i molt diversa i bigarrada decoració. Al fons del jardí hi ha el pavelló de pintura i estudi de l'artista, decorat amb mobles d'època, instruments musicals, tapissos i altres objectes diversos, a més d'algunes obres de Josep Benlliure conservades per la família.